# Sarcocyphos emarginatus
Sarcocyphos emarginatus là một loài rêu tản trong họ Gymnomitriaceae. Loài này được (Ehrh.) Spruce miêu tả khoa học lần đầu tiên năm 1849.